# Великомихайлівська волость (Олександрівський повіт)
Великомихайлівська волость — історична адміністративно-територіальна одиниця Олександрівського повіту Катеринославської губернії із центром у селі Великомихайлівка.
Станом на 1886 рік складалася з 6 поселень, об'єднаних в єдину сільську громаду. Населення — 5624 особи (2744 чоловічої статі та 2880 — жіночої), 796 дворових господарств.
|                     | Площа, десятин | У тому числі орної, дес. |
| ------------------- | -------------- | ------------------------ |
| Сільських громад    | 14745          | 12200                    |
| Приватної власності | —              | —                        |
| Казенної власності  | 948            | 75                       |
| Іншої власності     | 126            | 70                       |
| Загалом             | 15819          | 12345                    |

Найбільше поселення волості:
- Великомихайлівка — село при річці Вовчій за 103 версти від повітового міста, 4270 осіб, 610 дворів, православна церква, школа, лікарня, 2 лавки, постоялий двір, 2 рейнських погріба, 3 ярмарки на рік, базари щонеділі.